# Ma Dalton (personnage)
 (juillet 2020).
Si vous disposez d'ouvrages ou d'articles de référence ou si vous connaissez des sites web de qualité traitant du thème abordé ici, merci de compléter l'article en donnant les références utiles à sa vérifiabilité et en les liant à la section « Notes et références ».
Cet article concerne le personnage de fiction. Pour la cinquante-septième histoire de la série Lucky Luke, voir Ma Dalton.
Ma Dalton est un personnage de fiction apparaissant dans la série de bande dessinée Lucky Luke. C'est la mère des frères Dalton : Joe, Jack, William et Averell. Elle apparaît pour la première fois dans l'album Ma Dalton sorti en 1971.

## Biographie

### La vraie Madame Dalton
Ma Dalton s'inspire d'Adeline Dalton, née Younger, née en 1835 à Jackson, Missouri. À 15 ans, elle épouse Lewis Dalton avec lequel elle a quinze enfants. Après le départ de son mari, elle continue de s'occuper seule de ses enfants, y compris de ses fils sortis du droit chemin. Elle meurt en 1925 à Kingfisher, Oklahoma.

### Le personnage deLucky Luke
Ma Dalton apparaît pour la première fois dans l'album Ma Dalton sorti en 1971.

## Albums

### Ma Dalton(1971)
Elle était la femme de Pa Dalton (mort en tentant d'ouvrir un coffre-fort en utilisant de la dynamite plutôt que ses outils). Cette vieille dame vit seule avec son chat Sweetie et ce dernier donne généralement une peur bleue au chien Rantanplan. Ma reste toutefois une Dalton : elle est très habile avec un revolver et fait semblant d'attaquer les commerçants. Contre toute attente, Lucky Luke et Ma Dalton s'entendent bien, le cow-boy se montrant serviable avec elle, ce qu'elle apprécie.

### L'Amnésie des Dalton(1991)
Dans L'Amnésie des Dalton, les frères Dalton font semblant d'être amnésiques pour pouvoir être relâchés. Lucky Luke est alors appelé pour escorter les Dalton et leur faire retrouver la mémoire. Le cow-boy passe alors chez Ma Dalton pour qu'elle constate leur amnésie, mais Ma aidera ses fils, et ce n'est que grâce à Averell que Lucky Luke s'en sortira...

### Belle Starr(1995)
Ma Dalton réapparaît dans l'album Belle Starr tout comme ses fils ou encore Billy the Kid.

### La Corde au cou(2007)
Afin de lutter contre la surpopulation des pénitenciers, les prisonniers dont les peines sont les plus longues seront pendus ! Les Dalton sont sur la liste et ne peuvent être graciés que s'ils se marient ! Les frères Dalton font alors appel à leur mère pour leur trouver des femmes... Ma cherche partout, passant par les filles de son boucher et de son médecin M. March, par des danseuses de saloon, ou encore par Calamity Jane et Lulu Carabine, mais en vain. Finalement, elle trouve juste à temps quatre squaws de la tribu des têtes plates. Les frères Dalton sont alors sauvés.

### Les Tontons Dalton(2014)
Ma apparaît aussi dans l'album Les Tontons Dalton où elle est appelée pour surveiller avec ses fils et Lucky Luke le petit Emmet Junior Dalton, fils du redoutable gangster Emmet Dalton senior (cousin des Dalton) et d'une danseuse de saloon partant pour la France en tournée avec Buffalo Bill.

## Autres
Ma Dalton apparaît dans plusieurs films et dessins animés de Lucky Luke tel que Les Nouvelles Aventures de Lucky Luke.